# Scalmicauda eriphyle
Scalmicauda eriphyle är en fjärilsart som beskrevs av Sergius G. Kiriakoff 1979. Scalmicauda eriphyle ingår i släktet Scalmicauda och familjen tandspinnare. Inga underarter finns listade.